# Alejandro en la India (Corri)
Alejandro en la India (Alessandro nell’Indie) fue el cuarto de los cinco “dramma per musica” que el italiano Pietro Metastasio (1698 – 1782) escribió para el “Teatro delle Dame” de Roma entre 1727 y 1730, los otros cuatro fueron:  Dido abandonada;  Siroe, rey de Persia ;  Catón en Útica;  Semíramis reconocida y  Artaserses.

## Composición
Las fuentes que utilizó Metastasio para su drama fueron: una biografía de Alejandro Magno del historiador romano Quinto Curcio Rufo; el drama de Jean Racine titulado Alejandro Magno; y la obra del abate Claude Boyer titulada “Poro o la generosidad de Alejandro”.

## Personajes
| Personaje                                             | Tesitura   | Reparto el 26 de diciembre de 1729 Director: Leonardo Vinci |
| ----------------------------------------------------- | ---------- | ----------------------------------------------------------- |
| Alejandro (rey de Macedonia y forjador de un imperio) | sopranista | Raffaele Signorini                                          |
| Poro (rey indio de Panyab)                            | castrato   | Giovanni Carestini                                          |
| Cleofide (princesa india)                             | sopranista | Giacinto Fontana                                            |
| Timagene (confidente de Alejandro)                    | sopranista | Giovanni Andrea Tassi                                       |
| Gandarte (general del ejército de Poro)               | tenor      | Francesco Tolve                                             |
| Erissena (hermana de Poro)                            | sopranista | Giuseppe Appiani                                            |

## Argumento

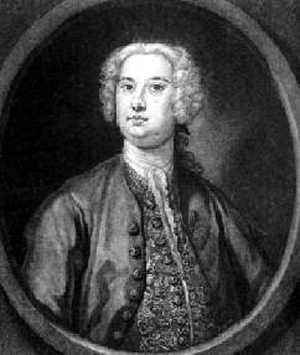
El castrato Giovanni Carestini creador del personaje de Poro (c.1740)

La historia se basa en la clemencia de Alejandro Magno hacia el derrotado Poro, rey de lo que actualmente sería el territorio de Panyab (India). Una rivalidad política, complicada por la ambición del general Gandarte, añadiendo el inevitable conflicto amoroso con la presencia de la princesa Cleofide, por cuya posesión compiten aquellos dos monarcas.

## Influencia
Metastasio tuvo gran influencia sobre los compositores de ópera desde principios del siglo XVIII a comienzos del siglo XIX. Los teatros de más renombre representaron en este período obras del ilustre italiano, y los compositores musicalizaron los libretos que el público esperaba ansioso. Alejandro en la India es tal vez uno de los libretos que más éxito obtuvo, pues fueron más de 60 los compositores que le pusieron música.